# مادربزرگان پلازا د مایو
مادربزرگان پلازا د مایو (اسپانیایی: Asociación Civil Abuelas de Plaza de Mayo‎) یک سازمان حقوق بشری
است که هدف آن یافتن کودکان به سرقت رفته و به‌طور غیرقانونی به فرزندی گرفته شده در دوران دیکتاتوری آرژانتین است. مدیر این گروه استلا دو کارلوتو است.
این گروه در سال ۱۹۷۷ تأسیس شد تا کودکانی را که در زمان سرکوب ربوده شده بودند، پیدا کنند. بعضی از این کودکان در زندان به دنیا آمدند و بعدها «سر به نیست شدند». گروه سرانجام کودکان را به خانواده‌ها و بازماندگان بیولوژیک آنها برگرداند. حاصل کار این مادربزرگ‌ها که از کمک مری کلر کینگ، دانشمند ژنتیک ایالات متحده نیز بهره‌مند شدند تا سال ۱۹۹۸ برگرداندن بیش از ۱۰ درصد از کودکانی که در دوران ارتش ربوده شده یا متولد شده بودند بود. آنها کل این کودکان را ۵۰۰ نفر تخمین می‌زنند.
تا سال ۱۹۹۸ هویت ۲۵۶ نفر از کودکان گم شده مستند شد. از این تعداد، ۵۶ کودک محل شان پیدا شده اما هفت کودک دیگر جان سپرده‌اند. کار مادربزرگان به ایجاد تیم انسان‌شناسی قضایی آرژانتین و ایجاد یک بانک اطلاعات ژنتیک ملی انجامید. با پیشرفت‌های اخیر در آزمایش ژنتیک، مادربزرگ‌ها موفق به بازگشت ۳۱ کودک به خانواده‌های بیولوژیک آنها شدند. در ۱۳ مورد دیگر، بعد از شناسایی کودکان خانواده‌های پذیرفته شده و بیولوژیکی موافقت کردند که به‌طور مشترک کودکان را بزرک کنند.موارد باقیمانده در حضانت دادگاه‌هایی ماندند که نبرد خانواده‌ها در آن جریان دارد.
نوزادان ربوده شده بخشی از یک طرح منظم دولت در طی «جنگ کثیف» می‌شدند تا فرزندان را برای پذیرفتن توسط خانواده‌های نظامی و متحدان رژیم تصویب کند تا از بروز یک نسل دیگر از خلافکاران جلوگیری شود. به گفته کمیسیون بین‌المللی آمریکایی حقوق بشر (IACHR)، دولت نظامی نگران بود که «اضطراب تولید شده در بقیه خانواده‌های باقی مانده به علت عدم وجود ناپدید شدگان، پس از چند سال، منجر به گسترش نسل جدیدی از خلافکاران یا بالقوه خلافکاران بشود، لذا اجازه ندهد جنگ کثیف به واقع پایان یابد»
به عنوان یک بخش از پرونده سیلویا کینتلا، دیکتاتور سابق خورخه رافائل ویدلا در سال ۲۰۱۰ تحت بازداشت خانگی به اتهام چندین مورد آدم‌ربایی کودکان قرار کرفت. نهایتاً در ژوئیه ۲۰۱۲ او به خاطر سرقت سیستماتیک نوزادان، به پنجاه سال زندان محکوم شد.
در ۱۴ سپتامبر ۲۰۱۱ مادربزرگان پلازا د مایو جایزه صلح فلیکس هوفویت-بوینی را در پاریس بخاطر کارشان در دفاع از حقوق بشر دریافت کردند.